# رولاند داغر
رولاند داغر (بالإنجليزية: Roland Dagher) هو عدّاء لبنان.
شارك في سباق 100 متر و سباق 200 متر للرجال في الألعاب الأولمبية الصيفية 1980.